# Временска организација биоценозе
Временска организација биоценозе подразумијева промјене које настају у биоценози током неког временског распона, без промјена састава заједнице. Промјене које се дешавају у биоценози могу бити повратне и неповратне. У повратне промјене спадају дневне и сезонске промјене, док су неповратне промјене сукцесије.

## Дневне промјене
Дневне промјене у биоценози се уочавају при смјени дана и ноћи. Све биљне и животињске врсте имају различит степен активности у зависности од доба дана. Током дана биљке врше фотосинтезу, а инскети, дневне птице и глодари се хране, размножавају и лове. Постоји и одређен број врста који је активан ноћу, попут сова и слијепих мишева.

## Сезонске промјене
Сезонске промјене су условљене смјеном годишњих доба. У сваком годишњем добу животна заједница има посебан изглед. Тај јединствени изглед се назива аспект.